# Common Berthing Mechanism
Common Berthing Mechanism (CBM o Sistema di aggancio comune) è il sistema utilizzato sulla Stazione spaziale internazionale (ISS) per connettere tra loro tutti i moduli del segmento internazionale.
Questo meccanismo è utilizzato sulla ISS per connettere tra loro tutti i moduli pressurizzati non russi della stazione orbitale. Ciascun CBM è composto da due parti, il Sistema di aggancio comune attivo (o ACBM) e il Sistema di aggancio comune passivo (o PCBM), situati ciascuno su di un lato della connessione da creare. Solo l'ACBM contiene i meccanismi necessari per la cattura del modulo equipaggiato con il PCBM. Una volta uniti i due lati del CBM creano una connessione a pressione stagna che assicura il trasferimento di elettricità, fluidi e di comunicazioni. Il CBM è fornito anche da un portello del diametro di 127 cm per il trasferimento di equipaggio o di esperimenti.
Sono equipaggiati con il CBM anche tutti gli MPLM e gli HTV.